# 宾步程

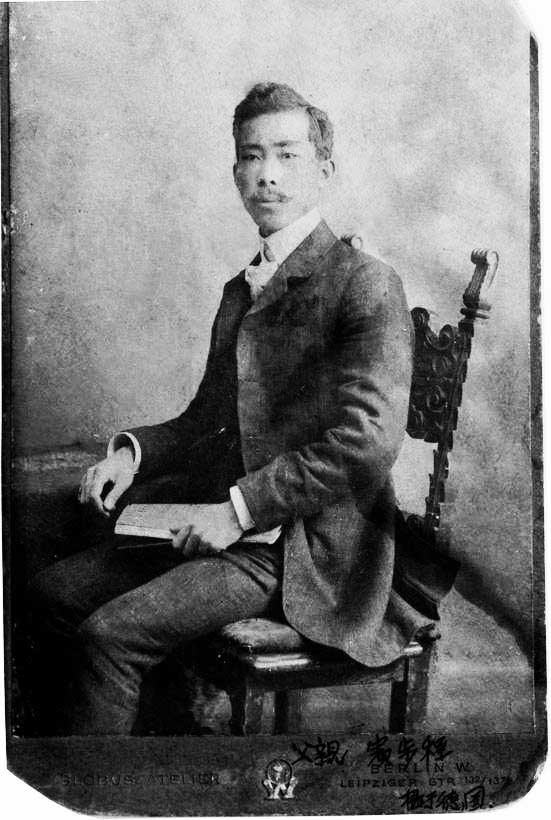

宾步程（1879年—1943年12月27日），湖南东安山口铺乡人，中华民国实业家和教育家。

## 生平
早年先后入读两湖书院和湖北将弁学堂。1900年，赴德国柏林工科大学留学，学习机械工程，历时八年。留学期间，曾担任留德学生会会长。与孙中山有过接触，并秘密参加了同盟会:785。
归国后，历任粤汉铁路局工程师、南京机器制造局局长兼火药局局长、湖南公立工业高等专门学校校长、湖南造币厂厂长、水口山矿务局局长等职务。尤其在担任湖南公立工业专门学校（湖南大学前身的一部分）校长的十年时间，培养了大量的工程技术人员。他为湖南公立工业高等专门学校制定的校训“实事求是”，在一定程度上影响了曾经寄居在此校的毛泽东。他还先后主持河南焦作煤矿、湖南水口山矿务局、湖南造币厂、湖南黑铅炼厂等工矿事业，为发展民族工业作出了贡献。
宾步程还先后担任过湖南宪法会议议员、湖南省自治筹备会委员、湖南公路监察委员、湖南省银行监理委员、团款稽核委员、国民议会代表、国民经济建设运动委员会总会专员、南京建设委员会设计委员、军政部兵工研究委员会专任委员、中原煤矿公司会办、湖南省政府委员、难民救济总署主任、《国民日报》社长、湖南临时参议会参议、湖南省高等顾问、军事委员会政治顾问、湖南省参议会常任参议。主持筹建湖南省立第七高级中学，创办长沙明宪女子中学。

## 著述
著作有《中德字典》、《艺庐言论集》、《无线电报简单机器学》、《机算集要》等。